# Valtéřov (Benešov nad Černou)
Valtéřov je malá vesnice, část obce Benešov nad Černou v okrese Český Krumlov. Nachází se asi 2 km na severovýchod od Benešova nad Černou. Prochází zde silnice II/154. Valtéřov je také název katastrálního území o rozloze 4,14 km².

## Historie
První písemná zmínka o vesnici pochází z roku 1360.
V letech 1869–1890 byla vesnice součástí obce Hartunkov, v letech 1900–1930 samostatnou obcí a od roku 1950 se vesnice stala součástí obce Benešov nad Černou.

## Obyvatelstvo
| Rok            | 1869 | 1880 | 1890 | 1900 | 1910 | 1921 | 1930 | 1950 | 1961 | 1970 | 1980 | 1991 | 2001 | 2011 | 2021 |
| -------------- | ---- | ---- | ---- | ---- | ---- | ---- | ---- | ---- | ---- | ---- | ---- | ---- | ---- | ---- | ---- |
| Počet obyvatel | 163  | 215  | 211  | 228  | 231  | 219  | 190  | 102  | 63   | 45   | 14   | 4    | 10   | 8    | 13   |
| Počet domů     | 30   | 34   | 38   | 39   | 39   | 40   | 41   | 28   | 28   | 9    | 7    | 7    | 10   | 15   | 13   |